# David Wise (sciatore)
David Wise (Reno, 30 giugno 1990) è uno sciatore freestyle statunitense, due volte campione olimpico di halfpipe a Soči 2014 e Pyeongchang 2018, campione iridato a Oslo-Tryvann 2013 e vincitore di nove medaglie agli X Games.

## Biografia
Originario di Reno e attivo a livello internazionale dal dicembre 2004, David Wise ha debuttato in Coppa del Mondo il 31 gennaio 2009, giungendo 12º a Park City. Alla seconda gara disputata nel massimo circuito ha ottenuto il suo primo podio, classificandosi 2º a La Plagne il 19 marzo successivo, nella gara finta dal francese Kevin Rolland. Ha vinto la sua prima gara il 4 marzo 2012 a Mammoth Mountain; nella stessa stagione ha vinto la Coppa del Mondo di halfpipe, successo poi replicato nel 2015.
In carriera ha partecipato a tre edizioni dei Giochi olimpici invernali, vincendo due medaglie d'oro (halfpipe a Soči 2014 e halfpipe a Pyeongchang 2018) e una d'argento (halfpipe a Pechino 2022). Ha preso parte a sette edizioni dei Campionati mondiali, vincendo la medaglia d'oro nell'halfpipe a Oslo-Tryvann 2013. E ha vinto quattro ori, due argenti e due bronzi ai Winter X Games.

## Palmarès

### Olimpiadi
- 3 medaglie:
  - 2 ori (halfpipe a Soči 2014; halfpipe a Pyeongchang 2018)
  - 1 argento (halfpipe a Pechino 2022)

### Mondiali
- 1 medaglia:
  - 1 oro (halfpipe a Oslo-Tryvann 2013)

### Winter X Games
- 9 medaglie:
  - 5 ori (superpipe ad Aspen 2012; superpipe ad Aspen 2013; superpipe ad Aspen 2014; superpipe ad Aspen 2018; superpipe ad Aspen 2023)
  - 2 argenti (superpipe a Tignes 2013; superpipe ad Aspen 2019)
  - 2 bronzi (superpipe a Tignes 2012; superpipe ad Aspen 2022)

### Coppa del Mondo
- Miglior piazzamento in classifica generale: 6º nel 2015
- Vincitore della Coppa del Mondo di halfpipe nel 2012 e nel 2015
- 19 podi:
  - 7 vittorie
  - 6 secondi posti
  - 6 terzi posti

#### Coppa del Mondo - vittorie
| Data             | Luogo            | Paese       | Disciplina |
| ---------------- | ---------------- | ----------- | ---------- |
| 4 marzo 2012     | Mammoth Mountain | Stati Uniti | HP         |
| 2 febbraio 2013  | Park City        | Stati Uniti | HP         |
| 12 gennaio 2014  | Breckenridge     | Stati Uniti | HP         |
| 5 dicembre 2014  | Copper Mountain  | Stati Uniti | HP         |
| 8 dicembre 2017  | Copper Mountain  | Stati Uniti | HP         |
| 12 gennaio 2018  | Snowmass         | Stati Uniti | HP         |
| 16 dicembre 2019 | Calgary          | Canada      | HP         |

Legenda:

HP = halfpipe